# Beestenmarkt (Delft)
De Beestenmarkt is een 60 bij 50 meter groot plein in de stad Delft, in de Nederlandse provincie Zuid-Holland. Het plein ontstond door de sloop van het Minderbroederklooster. Van 1595 tot en met 1972 was het plein de plaats voor de Delftse veemarkten, waar boeren uit het Westland hun vee toonden. Daarna werd het plein 21 jaar lang gebruikt als parkeerruimte, totdat in de jaren 90 de parkeerplaatsen verdwenen en er een nieuw uitgaanscentrum ontstond.
Vooral 's zomers is de Beestenmarkt een belangrijk uitgaanscentrum, het plein wordt anno 2018 omgeven door elf horecabedrijven. Op het plein staan 24 platanen van circa zestig jaar oud die schaduw bieden bij zomers weer. Van 2001 tot en met 2014 werd het plein jaarlijks (met uitzondering van 2003) gebruikt voor een schaatsbaan.
Midden op het plein staat de "Stier", een aardewerken kunstwerk van kunstenaar Rob Brandt.

## Fotogalerij

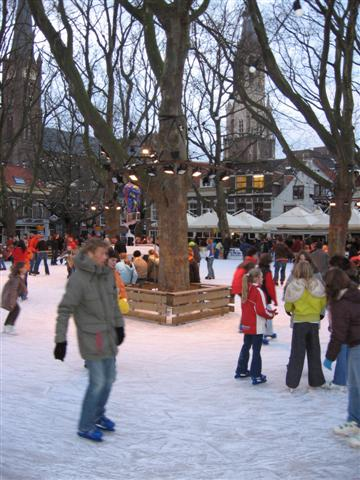
De schaatsbaan
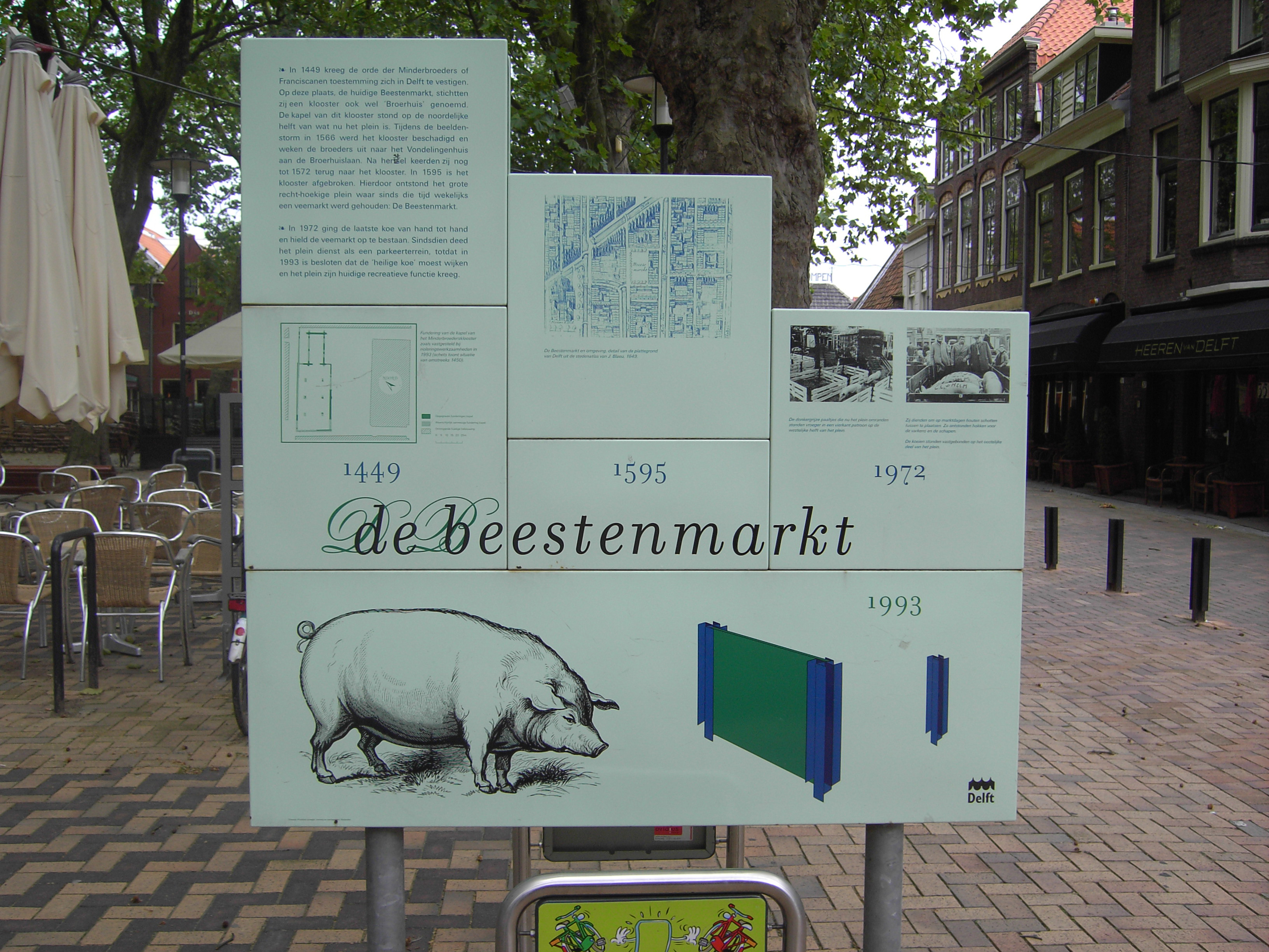
Bord
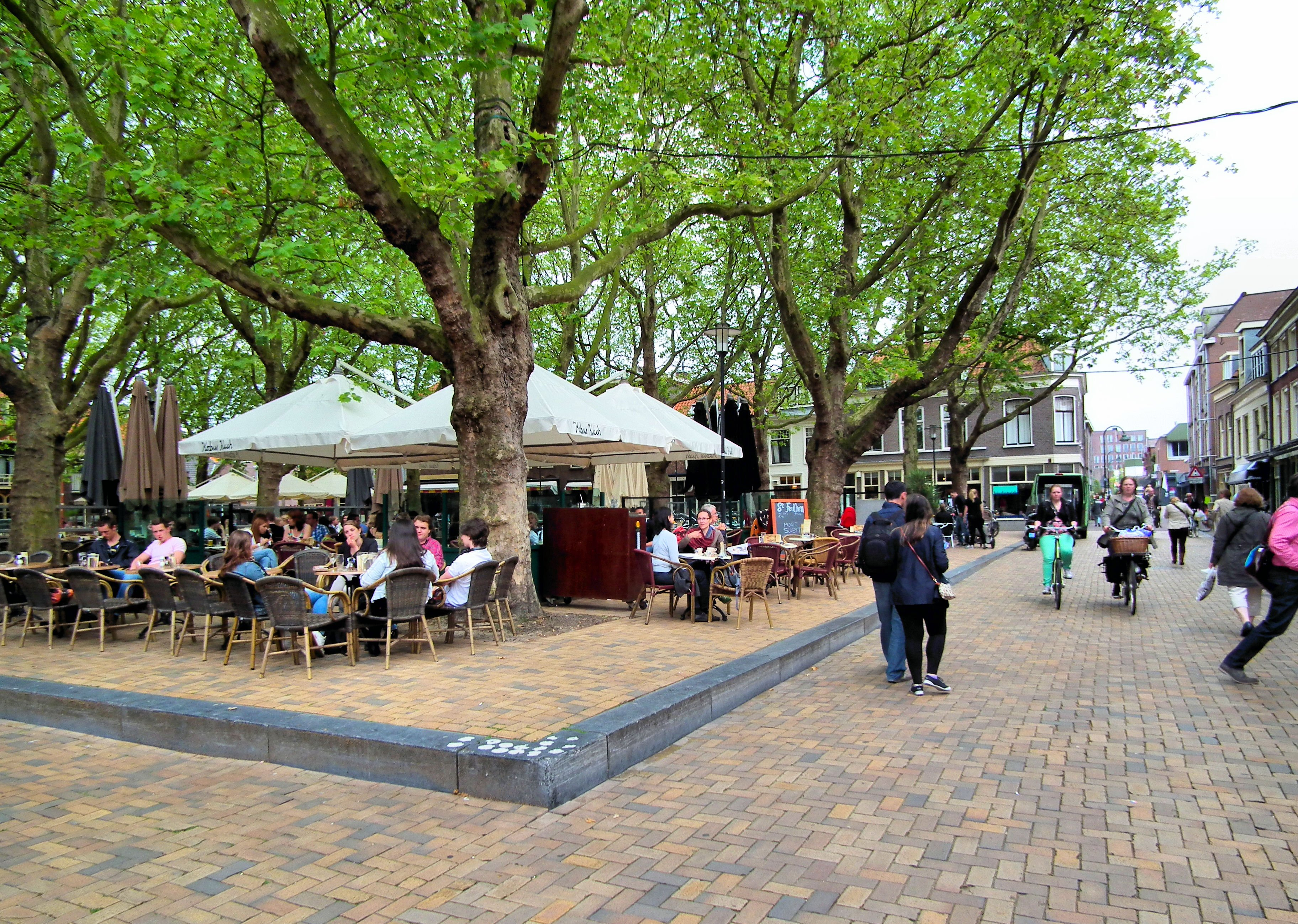